# Лангвизер (виадук)
Виадук Лангвизер (нем. Langwieser Viadukt) — однопутный железобетонный железнодорожный мост через реку Плессур и реку Сапунербах возле деревни Лангвис в кантоне Граубюнден, Швейцария.
Спроектирован Германом Шюрхом и построен в 1912-1914 годах под руководством Эдуарда Цюблина для железнодорожной линии Кур—Ароза. На момент завершения строительства виадук Лангвизер был первым в мире железнодорожным мостом из бетона с пролетом длиной 100 метров, а также первым железнодорожным мостом такого размера из бетона.
В настоящее время Лангвизерский виадук используется Ретийской железной дорогой; он остается самым большим мостом в сети компании. Включен в список швейцарского национального наследия в статусе новаторской железобетонной конструкции.
Виадук Лангвизер расположен на линии метровой колеи Ретийсккой железной дороги, ведущей из города Кур в курортный городок Ароза (линия Кур—Ароза). Он проходит над долиной реки Плессур, расположенной сразу же за станцией Лангвис.
Большинство мостов линии построены из местного камня по решению главного инженера Густава Бенера, но в месте строительства виадука Лангвизер его использование не представлялось возможным. Грунт не обладал достаточной несущей способностью, содержал много гравия и песка, в целом не подходил для строительства моста и не позволял подготовить подходящий фундамент, на котором можно было бы построить каменный мост. 

## Строительство
Линия от Кура до Арозы была последней из железнодорожных линий в основной сети Ретийской железной дороги. Во время своего строительства линия Арозы стала пионером в использовании многочисленных новых методов и приемов строительства. Из-за особенностей рельефа вдоль пути между Куром и Арозой имеются 19 туннелей и 52 моста. Возведенный между 1912 и 1914 годами, виадук Лангвизер был первым в мире железобетонным железнодорожным мостом, кроме того, это было одно из немногих сооружений такого размера из железобетона. На момент окончания строительства виадук Лангвизер стал самым длинным железнодорожным мостом в мире. Одновременно примерно в 1,8 км ниже по течению был построен виадук Грюндьитобель длиной 139 метров.

## Описание
Длина виадука Лангвизер составляет 284 метра, ширина — 3,7 метра, а подъем — 42 метра. Основной пролет состоит из арки длиной 100 метров с подъемом 42 метра; на момент завершения строительства он обладал самым большим пролетом среди всех железнодорожных мостов в мире. Виадук Лангвизер составлен из 13 проемов. Рельсовые опоры имеют поперечное сечение из пластинчатой балки, жестко соединенной с опорами. Единственные разделы находятся между главной аркой и двумя прибрежными зонами; эти разделения выполнены в виде двойных опор.
Планированием виадука Лангвизер занимался Герман Шюрх, главным инженером и подрядчиком по строительству был Эдуард Цюблин. Статические расчеты выполнял Карл Арнштейн. Во время строительства на месте была собрана деревянная подпорка для временной поддержки моста. Опорная конструкция, на которую ушло 800 кубических метров древесины, была изготовлена плотником Ричардом Корэ из Трина. Виадук Лангвизер обладает высоким уровнем прочности, во время финального испытания на нагрузку прогиб составил менее 1 мм, даже будучи загруженным паровозом и тремя тяжелыми грузовыми вагонами.
Материалы для строительства виадука Лангвизер должны были соответствовать нескольким критериям. Камень не подходил из-за неблагоприятной местной геологии, фундамент для тяжелой конструкции был непрактичным. Использование металла было технически возможно, но сложности с его транспортировкой на строительную площадку также привели к тому, что от его использования отказались, оставив бетон единственной возможной альтернативой, доступной в ту эпоху. В ходе строительства виадука Лангвизер было использовано в общей сложности 7469 кубических метров бетона вместо изначально запланированных 4861, что объясняется необходимостью возведения более надежного фундамента. Кроме того, бетон был армирован 250 тоннами стали, которая укрепляет и поддерживает конструкцию. Окончательная стоимость строительства виадука Лангвизер составила около 625 000 швейцарских франков без учета арматуры.

## Галерея
- Вид с севера
- Вид с юго-востока
- Вид с северо-запада
- Вид с воздуха на окружающие леса